# Jesús Emilio Jaramillo Monsalve
Jesús Emilio Jaramillo Monsalve, M.X.Y. (16 de fevereiro de 1916, Santo Domingo - 2 de outubro de 1989, Arauquita) foi um clérigo católico romano colombiano, membro dos Missionários Xaverianos de Yarumal, vigário apostólico e primeiro bispo de Arauca. Foi assassinato pelo Exército de Libertação Nacional, reconhecido como mártir pela Igreja e beatificado pelo Papa Francisco em 2017.

## Biografia
Jesús Emilio Jaramillo Monsalve ingressou no seminário do Instituto de Missões Estrangeiras de Yarumal em 1929,  fundado por Monsenhor Miguel Ángel Builes, Bispo de Santa Rosa de Osos, realizando os primeiros votos em 1936. Depois da ordenação sacerdotal, ocorrida em 1º de setembro de 1940, foi enviado pelos seus superiores a Sabanalarga, então na diocese de Barranquilla. Porém, quatro meses depois, em 1941, foi designado professor do seminário; ao mesmo tempo, também foi capelão da prisão feminina de Bogotá e tornou-se um dos pregadores e conselheiros espirituais mais reconhecidos do país. Entre 1942 e 1944 frequentou a Pontifícia Universidade Javeriana de Bogotá, obtendo o doutorado em Teologia Dogmática.
Aos trinta anos, Padre Jesús Emilio foi nomeado mestre de noviços, exercendo o cargo até o primeiro Capítulo Geral do Instituto, em 1950, quando foi eleito Segundo Assistente do Superior Geral e Reitor do Seminário. Em 1956, após o segundo Capítulo Geral, foi escolhido pelo novo Superior Geral, Monsenhor Gerardo Valencia Cano, como seu Vigário Delegado com as funções de Ordinário. Apenas três anos depois, com a renúncia de Monsenhor Cano, ele próprio se tornou Superior Geral. Durante esse período, os Missionários de Yarumal receberam o primeiro convite para cruzar as fronteiras da Colômbia, desembarcando na África. Ao mesmo tempo, o Padre Jesús Emilio fundou o Colégio Ferrini em Medellín. Seu mandato como Superior Geral deveria durar dez anos, mas ele queria que o regulamento recém-promulgado durante o Concílio Vaticano II fosse imediatamente aplicado, que previa uma duração de seis anos. Livre de compromissos governamentais, atuou na Conferência Episcopal Colombiana como Assessor do Conselho Nacional dos Leigos. Também retomou a atividade docente, lecionando no Colégio Ferrini de Medellín.
Em 11 de novembro de 1970, pela constituição apostólica Quoniam praecipuas, o Papa Paulo VI eleva a Prefeitura de Arauca a Vicariato Apostólico. Jaramillo foi nomeado no mesmo dia como bispo titular de Strumnitza e primeiro vigário apostólico. Foi ordenado bispo em 10 de janeiro de 1971, na Capela do Colegio La Inmaculada em Medellín, pelo Arcebispo Ângelo Palmas, Núncio Apostólico na Colômbia; os principais co-consagradores foram  Aníbal Muñoz Duque, Arcebispo Coadjutor de Bogotá, e Joaquín García Ordóñez, Bispo Coadjutor de Santa Rosa de Osos.
O Papa João Paulo II eleva Arauca à categoria de diocese, como sufragânea da Arquidiocese de Nueva Pamplona, em 19 de julho de 1984, pela constituição apostólica Accuratissima Summis. Na mesma data, Jesús Emilio Jaramillo Monsalve foi confirmado como primeiro bispo da nova diocese. Tomou posse na catedral em 1 de setembro, diante do Núncio Ángelo Acerbi.
Posicionou-se publicamente contra a guerrilha levada a cabo pelo Exército de Libertação Nacional, tanto pelo teor marxista, pelo tráfico de drogas, além de ser mal-visto pelos revolucionários por causa de seu trabalho nas regiões mais pobres da província e por sua relação com os militares. Por isso, em 2 de outubro de 1989, quando realizava uma visita pastoral às paróquias rurais de sua Diocese, foi sequestrado juntamente com um seminarista, o seu secretário e três padres; todos foram libertados, exceto o bispo e o padre Helmer Muñoz. Logo, o padre também foi liberado e disseram-lhe apenas que queriam enviar uma mensagem ao governo por intermédio do bispo; Muñoz se opôs a deixar seu bispo com os guerrilheiros, mas obedeceu quando este lhe pediu para seguir sozinho. O seu corpo foi encontrado no dia seguinte pelo padre Helmer e alguns camponeses, com sinais de tortura e tiros na cabeça, bem como desprovido do anel episcopal e da cruz peitoral.
Foi sepultado na Catedral de Santa Bárbara de Arauca. João Paulo II – durante o Grande Jubileu de 2000 – celebrou um serviço ecumênico dedicado às testemunhas da fé que foram mortas no século XX por ódio à sua fé. Jaramillo foi um citado durante o serviço como um dos "Cristãos que deram suas vidas por amor a Cristo e aos seus irmãos e irmãs na América".
Em 2008, o governo colombiano prendeu o líder guerrilheiro Carlos Marin Guarin, que havia ordenado o assassinato do bispo.
A Conferência Episcopal da Colômbia em 1999 apoiou a abertura do processo de canonização de Monsenhor Jesús Emilio Jaramillo Monsalve. No dia 7 de julho de 2000, a Santa Sé concedeu a autorização para iniciar a causa de beatificação. A fase diocesana decorreu na diocese de Arauca e terminou em 29 de junho de 2006. Após o exame da "Positio super martyrio" pelos consultores teológicos e pelos cardeais e bispos membros da Congregação para as Causas dos Santos, em 7 de julho de 2017 o Papa Francisco autorizou a promulgação do decreto com o qual Monsenhor Jaramillo poderia ser declarado mártir. Seus restos mortais foram exumados em 24 de agosto de 2017 e colocados numa capela da nave direita da catedral de Arauca.
A sua beatificação foi realizada em 8 de setembro de 2017, em Villavicencio, durante a viagem apostólica do Papa Francisco à Colômbia, junto com a do sacerdote Pedro María Ramírez Ramos. Sua memória litúrgica foi marcada para 3 de outubro.